# 拉斯贝鲁特

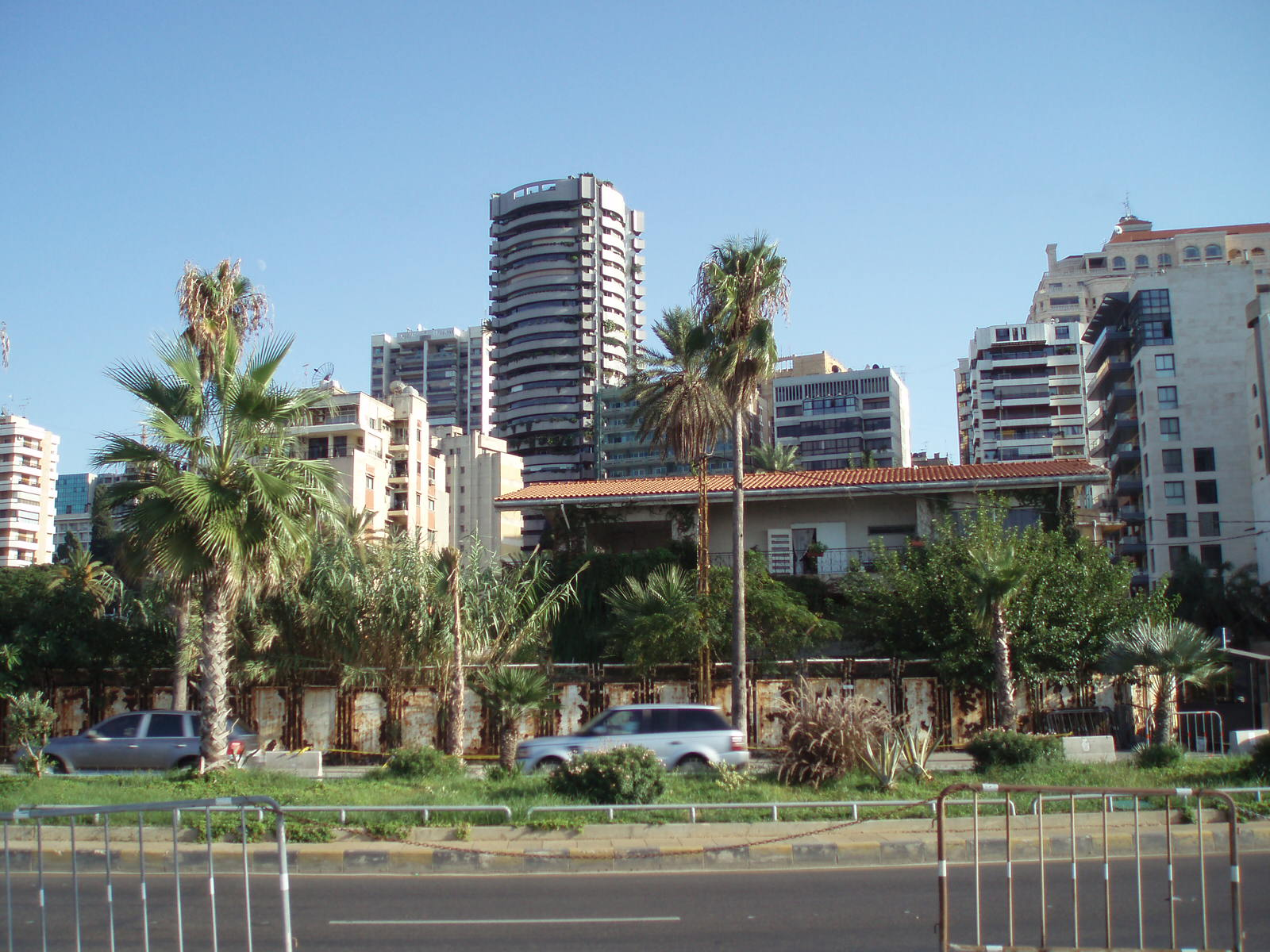
Manara neighborhood in Ras Beirut

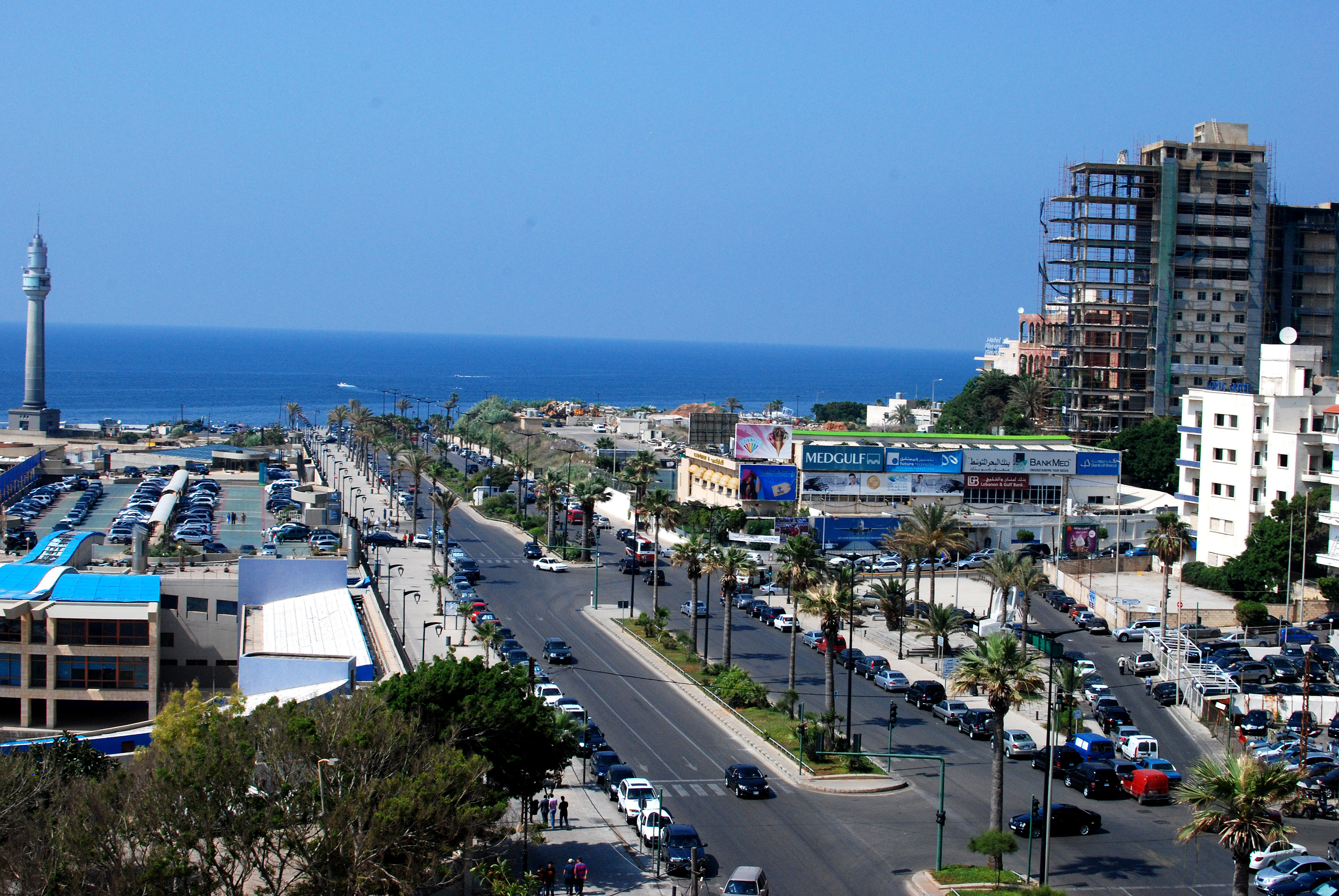

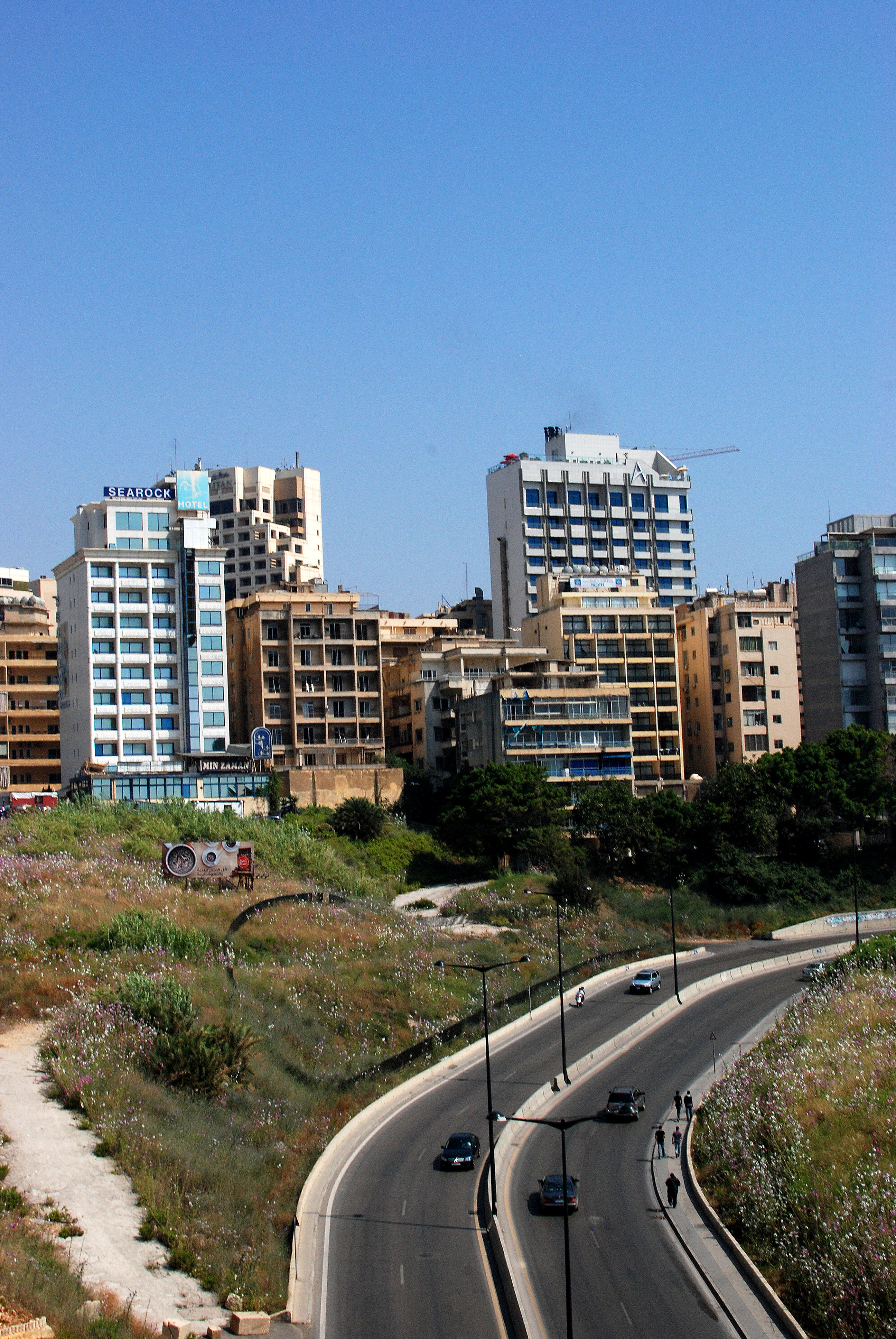

拉斯贝鲁特 (阿拉伯语：‎，意为“贝鲁特尖端”) 是贝鲁特的一个豪华住宅区。这是贝鲁特最国际化和思想最开放的区域，基督徒、穆斯林和德鲁兹人都有相当大的群体，在此和平共处。贝鲁特的贵族家庭如Daouk家族、Beyhum家族都居住于此。它被称为贝鲁特的文化和知识中心。它集中了许多国际学校和大学，其中最有名的是贝鲁特美国大学 (AUB)。该地区也是一个大熔炉，来自世界各地的学生住在该区。

## 街道
- Bliss 街
- 克莱蒙梭街
- 居里夫人街
- 戴高乐大道
- 哈姆拉街
- 圣女贞德街
- 约翰·肯尼迪街
- 巴黎大道
- 腓尼基街
- George Post街
- 范戴克街
- Corniche Beirut